# Carl Rudolph Kändler
Carl Rudolph Kändler auch Charles Kandler (getauft 5. März 1695 in Fischbach; beerdigt 27. November 1753 in Schirgiswalde) war von 1727 bis 1735 ein Silber- und Goldschmied in London und älterer Bruder des Porzellanmodelleurs Johann Joachim Kändler und des Goldschmieds Carl Friedrich Kändler. Sein berühmtestes Werk war der Jerningham Weinkühler (auch Jernagan Weinzisterne), der wahrscheinlich größte Weinkühler, der heute in der Eremitage in St. Petersburg steht.

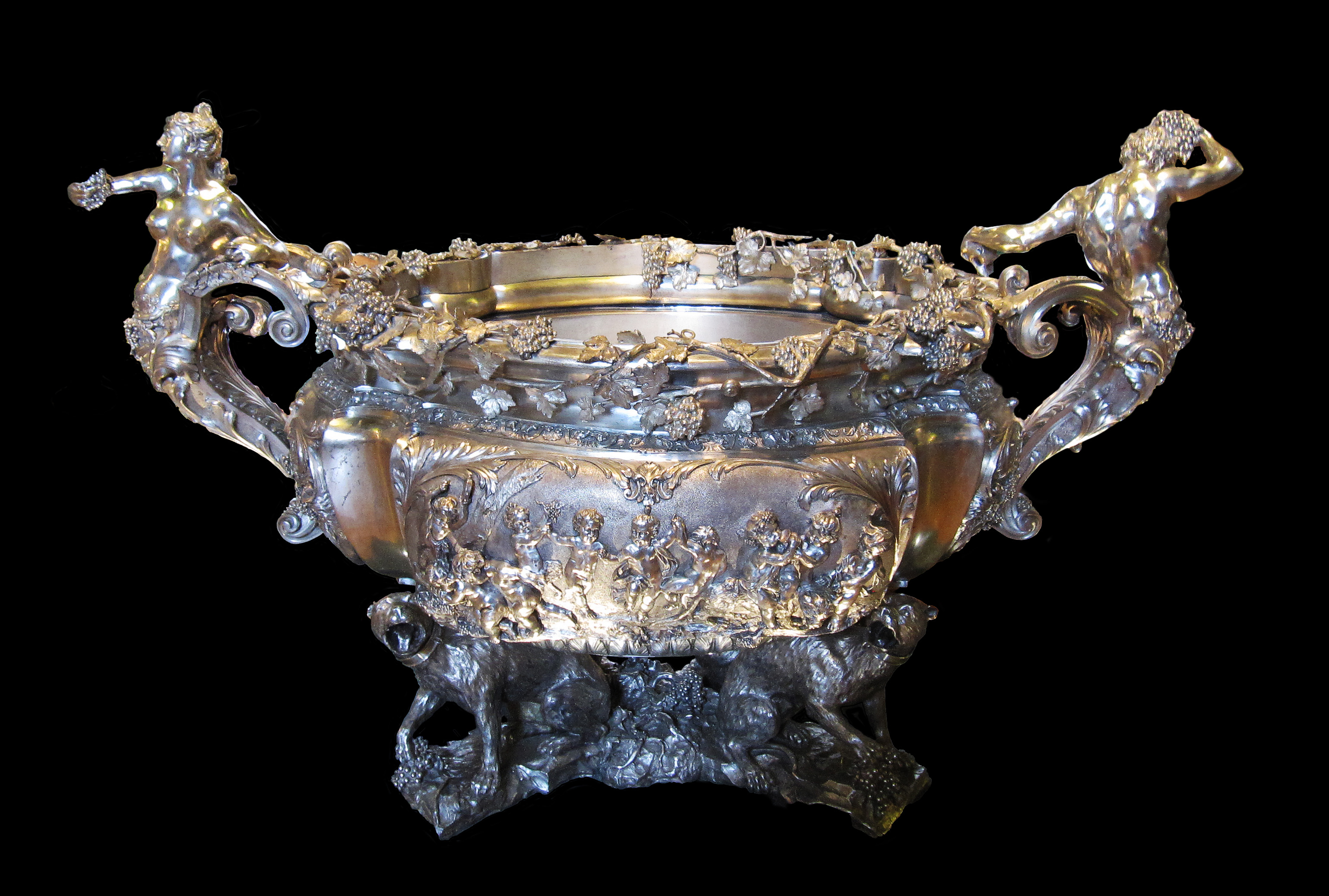
Jerningham Weinkühler, Galvanoplastik im V&A Museum, London

## Leben
Carl Rudolph Kändler kam im März 1695 als Sohn des evangelischen Pfarrers Johann Joachim Kändlers und dessen ersten Ehefrau Dorothea Wahl im sächsischen Fischbach zur Welt. Im Jahre 1710 wird er als Lehrling beim Goldschmied Jacob Irminger in Dresden genannt. 1727 kommt er nach London. Hier wurde er für seine Arbeiten als Charles Kandler bekannt. Seine ersten Silberstempel (CK und KA) ließ er am 29. August 1727 in der Goldsmiths' Hall registrieren. Hier in London hatte er eine Engländerin namens Rebecca Maria geheiratet. Dazu musste er zur katholischen Kirche konvertieren. Seit 1730 arbeitete er für den Goldschmied und Bankier Henry Jernagan (Jerningham) in der Russell Street, Covent Garden.
Jernagan ließ eine kuriose silberne Zisterne / einen übergroßen Weinkühler anfertigen. Die Arbeit wurde bis Mitte 1734 abgeschlossen, der Weinkühler konnte aber nicht verkauft werden und wurde daraufhin im Jahre 1737 verlost. Der Preis der 70.000 Lose betrug je zehn Schilling, und mehr als 62.000 Käufer bekamen als Trostpreis eine Silbermedaille. Der Weinkühler ist 169 cm lang, 100 cm breit, 98 cm hoch und wiegt 220 kg. Er steht seit 1743 in der Eremitage (St. Petersburg). Im Jahre 1881 wurde eine Kopie (Galvanoplastik) für das Victoria and Albert Museum in London angefertigt.
Wahrscheinlich weil es seinem Vater nicht gut ging, kam Carl Rudolph wieder nach Deutschland zurück. Die Geschäfte in London übernahm sein jüngerer Bruder Carl Friedrich Kändler (1712–1778) im September 1735 als Mr. Charles Frederick Kandler in der German Street mit eigenem Silberstempel (FK).
Am 3. September 1735 besuchte Carl Rudolph die Porzellanmanufaktur in Meißen, wo er den Hofkommissar Johann Gregorius Höroldt besuchte. Nachdem seine ältere Schwester Maria Dorothea am 8. Mai 1741 in Obergurig verstorben war, kaufte er am 10. Juli 1742 die Papiermühle in Obergurig von seinem Schwager Johann Elsasser für 2.500 Taler. Die Papiermühle aber führte dann sein jüngerer Bruder Johann Rudolph Kändler, der ein gelernter Papiermacher war. Am 7. Mai 1751 verkaufte Carl Rudolph die Papiermühle Obergurig für 2.100 Taler an den Papiermacher Samuel August Schaffhirt. Carl Rudolph´s Ehefrau Rebecca Maria verstarb am 11. September 1757 in Bautzen auf der Hohen Gasse und wurde am 13. September in Schirgiswalde in einer Krypta beerdigt. Er selbst starb im Alter von 58 Jahren im November 1753 in Schirgiswalde und wurde dort am 27. November in einer Krypta beerdigt.